# دامين توزي
دامين توزي (بالفرنسية: Damien Touzé)‏ (و. 1996  م) هو راكب دراجة هوائية فرنسي.

## سجل الفوز

### سباقات أو مراحل فاز بها
| التاريخ        | السباق                                          | المركز                                           |
| -------------- | ----------------------------------------------- | ------------------------------------------------ |
| 05 فبراير 2017 | نجم بسجس 2017                                   | السادس في تصنيف أفضل شاب                         |
| 12 مارس 2017   | باريس تروا 2017                                 | السابع في التصنيف العام                          |
| 02 أبريل 2017  | لا رو تورانجيل 2017                             | الثامن في التصنيف العام                          |
| 11 أبريل 2017  | باريس-كاممبير 2017                              | الثامن في التصنيف العام                          |
| 13 أبريل 2017  | جائزة دينين الكبرى 2017                         | الثامن في التصنيف العام                          |
| 17 أبريل 2017  | ترو-برو ليون 2017                               | الثامن في التصنيف العام                          |
| 25 أغسطس 2017  | تور دو بويتو-شارنتيس 2017                       | الثامن في تصنيف أفضل شاب                         |
| 22 سبتمبر 2017 | سباق الطريق لأقل من 23 سنة في بطولة العالم 2017 | السادس في التصنيف العام                          |
| 01 يناير 2018  | كأس فرنسا لركوب الدراجات على الطريق 2018        | التاسع في تصنيف أفضل شاب                         |
| 04 فبراير 2018 | نجم بسجس 2018                                   | العاشر في تصنيف أفضل شاب، العاشر في تصنيف النقاط |
| 18 فبراير 2018 | طواف هوت فار 2018                               | العاشر في تصنيف أفضل شاب                         |
| 30 يوليو 2018  | 2018 Kreiz Breizh Elites                        | الفائز في التصنيف العام                          |
| 26 أغسطس 2018  | تور دي أفينير 2018                              | الأول في تصنيف النقاط                            |
| 20 يونيو 2021  | سباق الطريق للرجال في بطولة فرنسا 2021          |                                                  |

## روابط خارجية
- دامين توزي على موقع الاتحاد الدولي للدراجات (الإنجليزية)
- دامين توزي على موقع أرشيف الدراجات (الإنجليزية)
- دامين توزي على موقع إحصائيات الدراجات الإحترافية (الإنجليزية)
- دامين توزي على موقع نسبة الدراجات (الإنجليزية)
- دامين توزي على موقع CycleBase (الإنجليزية)